# 角樹蝰
角樹蝰（學名：Atheris ceratophora）是蛇亞目蝰蛇科蝰亞科樹蝰屬下的一種有毒蛇類，主要分布於坦桑尼亞的山脈地帶，是非洲唯一有角的樹棲型蛇類。目前未有任何亞種被確認。

## 特徵
角樹蝰身體最長約為54公分，雌蛇體型比雄蛇稍大。角樹蝰最容易為人所識別的特徵，是其雙眼眼眶上方長有約3至5片形狀如角一般的鱗片。角樹蝰吻鱗的長度是寬度的兩倍以上，共有9片上唇鱗。有21至25片背鱗，與及142至152片腹鱗。尾下鱗則有約41至56片。
角樹蝰的體色以黃色、綠色、橄欖色、灰色或黑色為基調，間中會有不明顯的體紋，可能是不規則的黑色小斑點或橫紋帶。腹部色澤較暗，呈暗橙色或黑色，有時會有深色斑點。
角樹蝰與其他樹蝰一樣，通常於晚間活動，或於黎明、黃昏時出沒。

## 分布及棲息
角樹蝰主要分布於坦桑尼亞的烏薩姆巴拉山脈及Uzungwe山脈，其標準產地就是坦桑尼亞的「烏薩姆巴拉山脈（Usambara）」。亦有一定數量的角樹蝰分布在坦桑尼亞的烏魯古魯山脈。角樹蝰棲息於離地約1米高的草叢及矮灌木間 ，多出沒於海拔700至2000米高的森林地區。

## 備註
1. ↑  Spawls, S.; Joger, U. . The IUCN Red List of Threatened Species. 2019, 2019: e.T178563A46182773  [20 November 2021]. doi:10.2305/IUCN.UK.2019-2.RLTS.T178563A46182773.en .
2. 1 2  McDiarmid RW, Campbell JA, Touré T. 1999. Snake Species of the World: A Taxonomic and Geographic Reference, vol. 1. Herpetologists' League. 511 pp. ISBN 1-893777-00-6 (series). ISBN 1-893777-01-4 (volume).
3. 1 2 3 4  Spawls S, Branch B. 1995. The Dangerous Snakes of Africa. Ralph Curtis Books. Dubai: Oriental Press. 192 pp. ISBN 0-88359-029-8.
4. ↑  . ITIS. 2006  [13 July, 2006].
5. 1 2 3  Mallow D, Ludwig D, Nilson G. 2003. True Vipers: Natural History and Toxinology of Old World Vipers. Krieger Publishing Company, Malabar, Florida. ISBN 0-89464-877-2.

## 外部連結
- （英文）TIGR爬蟲類資料庫：角樹蝰
- （英文）樹蝰世界
- （英文）Atheris ceratophora （页面存档备份，存于） at Corallus.com （页面存档备份，存于）
- （英文）Atheris ceratophora （页面存档备份，存于） at Baumpython.com （页面存档备份，存于）